# Крейг Берлі
Крейг Берлі (англ. Craig Burley, нар. 24 вересня 1971, Ер) — колишній шотландський футболіст, півзахисник.
Насамперед відомий виступами за «Челсі» та «Дербі Каунті», а також національну збірну Шотландії.

## Клубна кар'єра
У дорослому футболі дебютував 1989 року виступами за «Челсі», в якому провів вісім сезонів, взявши участь у 114 матчах чемпіонату. За цей час виборов титул володаря Кубка Англії.
Згодом, з 1997 по 2004 рік, грав у складі «Селтіка», «Дербі Каунті», «Данді» та «Престон Норт-Енда».
Завершив професійну ігрову кар'єру у нижчоліговому клубі «Волсолл», за який недовго виступав 2004 року.

## Виступи за збірну
1995 року дебютував в офіційних матчах у складі національної збірної Шотландії. Протягом кар'єри у національній команді, яка тривала 9 років, провів у формі головної команди країни 46 матчів, забивши 3 голи.
У складі збірної був учасником чемпіонату світу 1998 року у Франції.

## Титули і досягнення

### Командні
- Володар Кубка Англії (1):

«Челсі»: 1996-97
- Чемпіон Шотландії (1):

«Селтік»: 1997-98
- Володар Кубка шотландської ліги (1):

«Селтік»: 1997-98